# Lennart Berntson
Lennart Roger Berntson, född 18 mars 1942, är en svensk journalist och författare.
Berntsons första bok U-hjälp och imperialism från 1968 kom ut i fem upplagor och beskrevs kritiskt i en recension av Göran Hydén ge analysen att "den dåliga utvecklingstakten i de fattiga länderna är följden av att världen ännu inte accepterat den marxistiska samhällsfilosofin", men fick även positiva omdömen för sin kritik av "västvärldens blinda tro på kapitalets trollkraft i u-länderna".
Berntson har sedan fortsatt att beskriva kraftfältet mellan marknadsekonomi och politisk styrning, och har i två böcker utgivna 2013 och 2017 analyserat "Arvet efter 1968".